# 仙波東照宮
仙波東照宮（せんばとうしょうぐう）は、埼玉県川越市小仙波町にある神社（東照宮）。日光・久能山と並ぶ日本三大東照宮の1つ。旧社格は無格社。

## 祭神
- 徳川家康公（東照大権現）

## 歴史
元和2年（1616年）に薨去した祭神の法要は、久能山から日光山に改葬される際の元和3年（1617年）に、江戸幕府の「黒衣の宰相」と称された天台宗の僧侶・天海によって喜多院で行われ、後水尾天皇から東照大権現の勅額が下賜され、同年にその地に天海によって創建された。1638年（寛永15年）の川越大火で焼失するが、徳川家光によって川越藩主で老中の堀田正盛が造営奉行に命ぜられ、幕府によって再建された。鳥居には「東照大権現御宝前　寛永十五年九月十七日　堀田加賀守従四位下藤原正盛」と刻まれている。江戸時代を通じ社殿や神器等全て江戸幕府直営であった。
本殿には木像の家康公像が祀られている。石鳥居は、寛永15年（1638年）に大火の後に正盛が奉納したもの。本殿のまわりには歴代の川越藩主が献燈した石灯籠が並ぶ。拝殿にある三十六歌仙絵額は岩佐又兵衛筆で知られ国の重要文化財。岩槻藩主の阿部重次が奉納した「鷹絵額十二面」は狩野探幽作で知られる。
童謡『あんたがたどこさ』発祥の地とも言われる。

## 文化財

### 重要文化財（国指定）

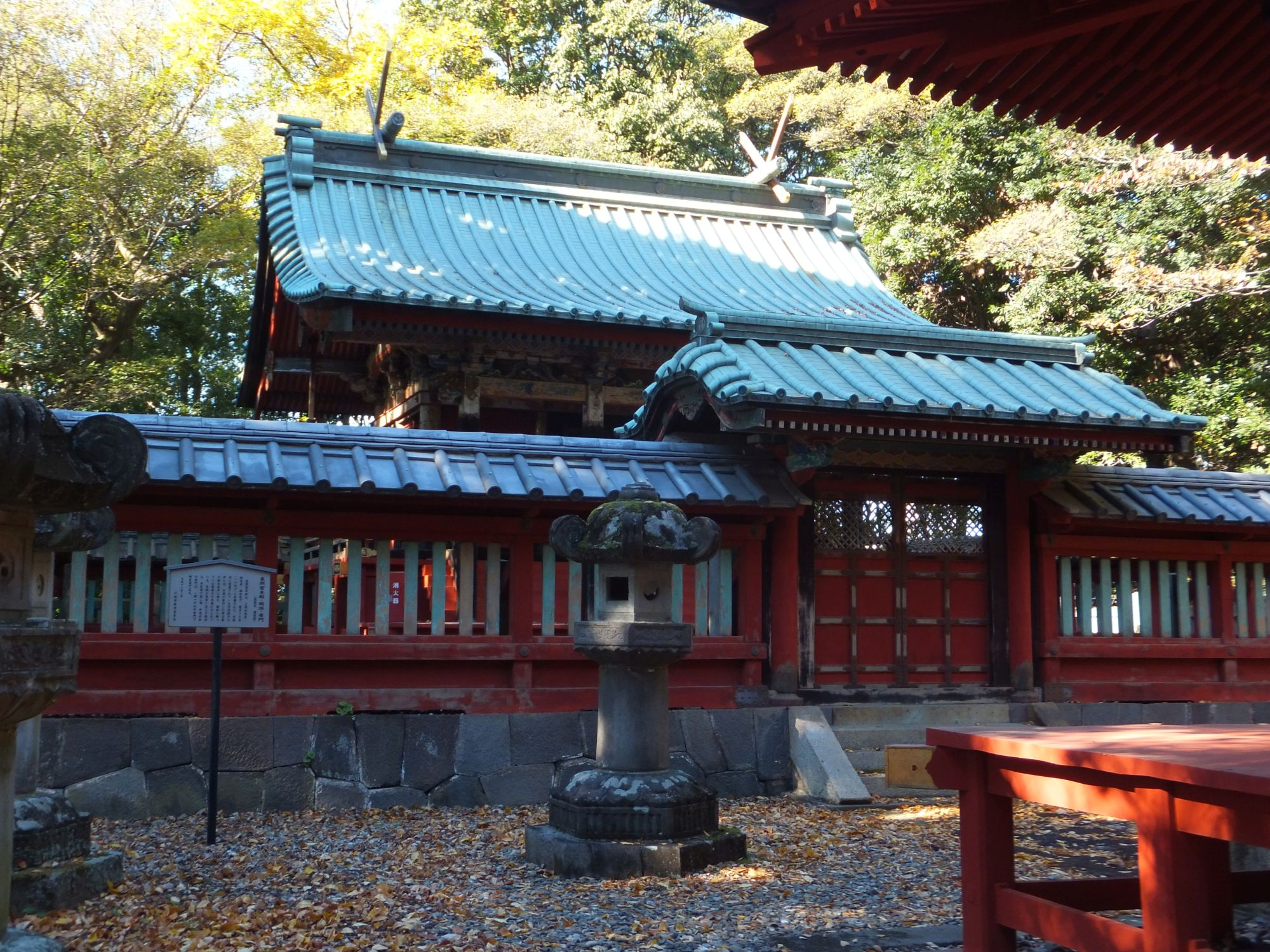
本殿と唐門

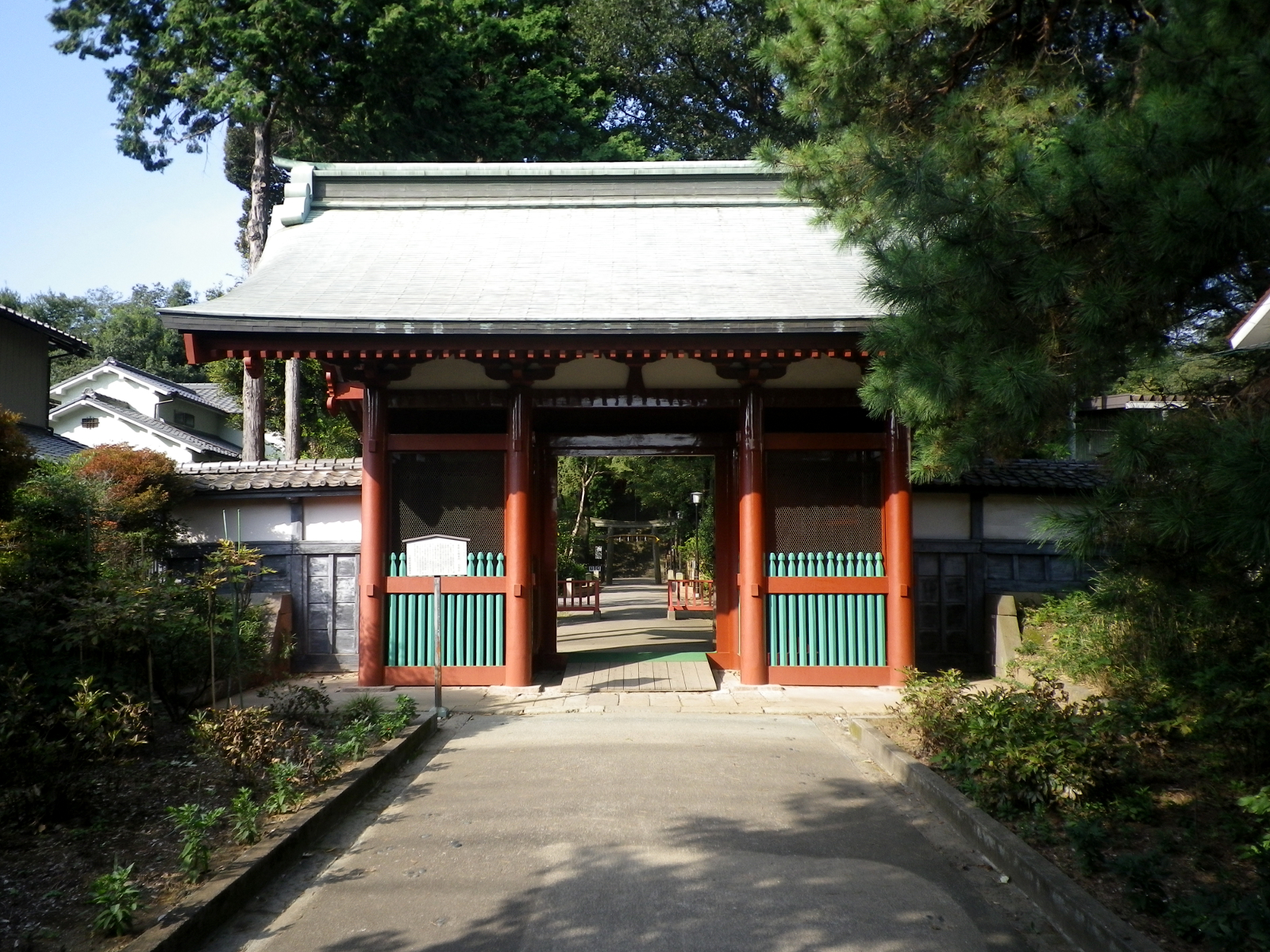
随身門

- 東照宮 6棟
  - 本殿（附:宮殿、棟札）
  - 瑞垣
  - 唐門
  - 拝殿及び幣殿
  - 石鳥居
  - 随身門
- 三十六歌仙額 岩佐勝以筆 36面

### 川越市指定有形文化財
- 木造随身像（彫刻）　平成23年2月21日指定
- 木造獅子狛犬（彫刻）　平成23年2月21日指定